# 聞景輝
聞景輝（1425年—？），字日彰，浙江紹興府餘姚縣人，明朝政治人物。同進士出身。

## 生平
天順三年（1459年）浙江鄉試第四名舉人。天順四年（1460年）聯捷庚辰科會試第二十名，殿試登進士第三甲第七十九名。天順七年十二月（1464年）擢行人。官至禮部員外郎。

## 家族
曾祖聞敬之、祖父聞興讓、父聞伯延。